# Westbad (München)

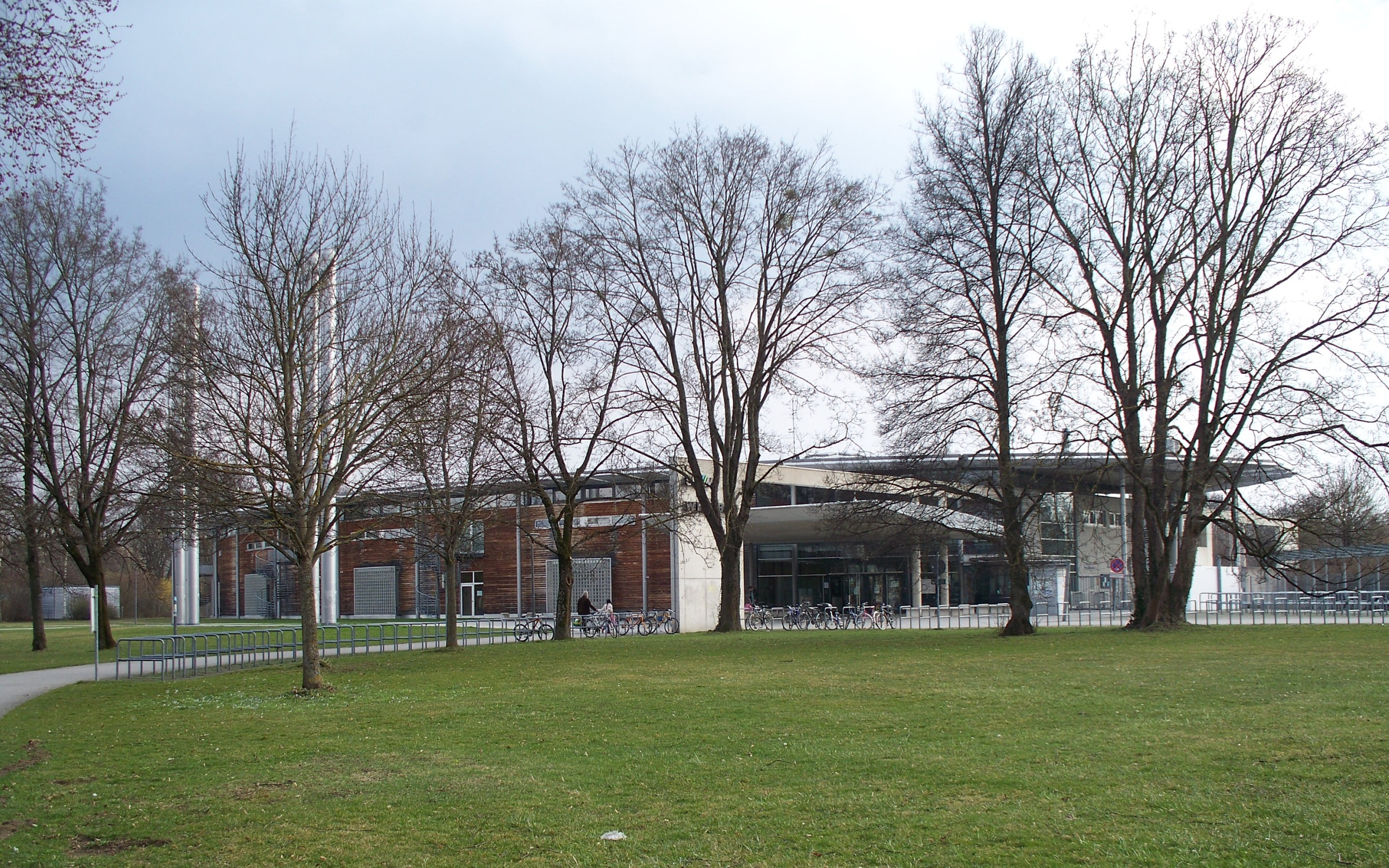
Das Westbad

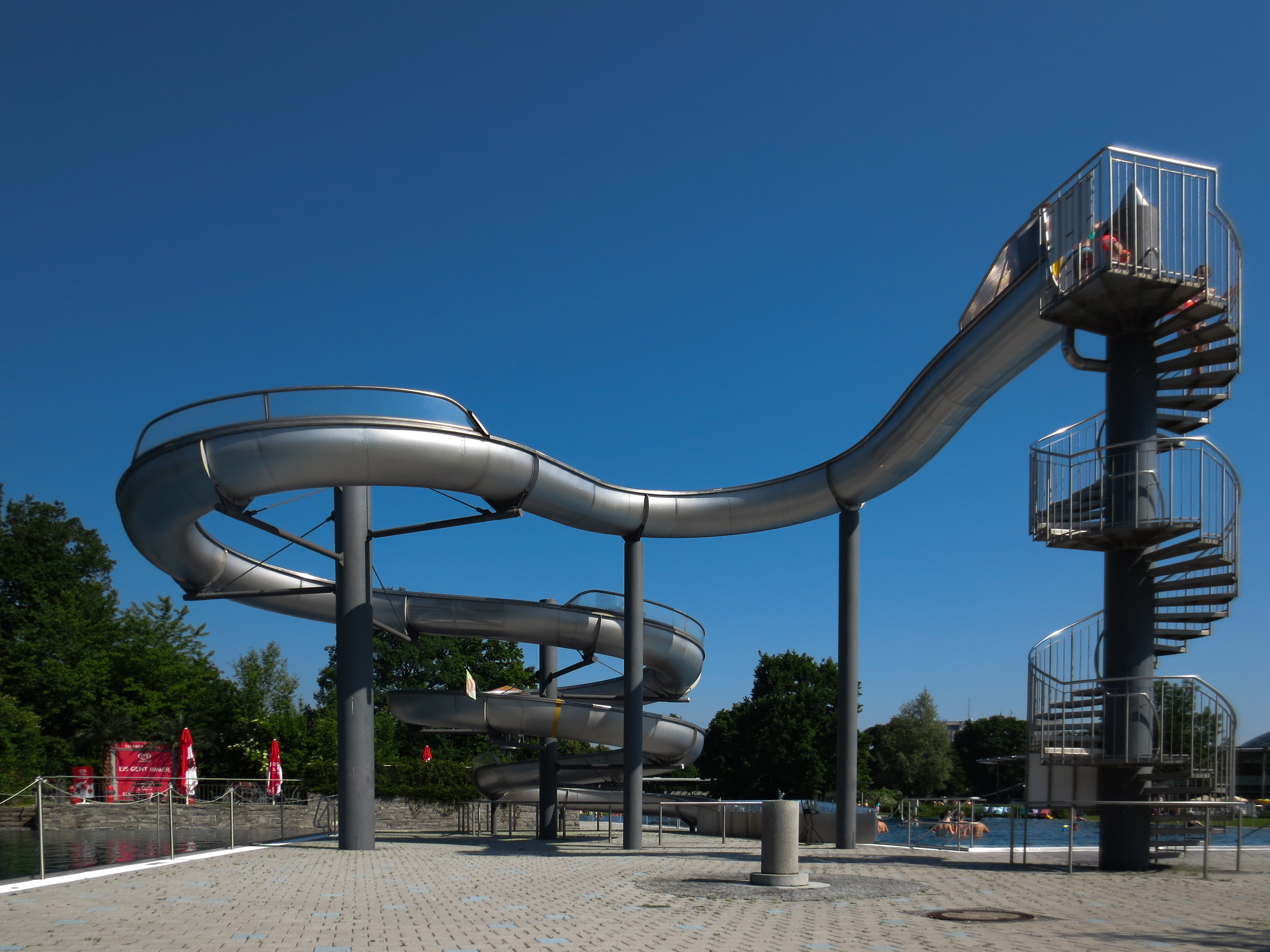
Wasserrutsche im Freibad

Das Westbad ist ein am 8. April 1961 eröffnetes Schwimmbad im Stadtteil Pasing des Stadtbezirks Pasing-Obermenzing im Westen Münchens. Es besteht aus einem Hallenbad und einer weitläufigen Freibadanlage (Sommerbad West). Es befindet sich an der Weinbergerstraße 11 östlich des Max-Planck-Gymnasiums gelegen.

## Hallenbad
Das am 8. April 1961 eröffnete, erste Hallenbad war weitgehend baugleich mit dem noch heute bestehenden, 1960 eröffneten Südbad. Lediglich die Grundrisse waren in Ost-West-Richtung gespiegelt und die in den Schwimmhallen verwendeten Fliesen unterschieden sich farblich (Südbad braun, Westbad blau). Zudem verfügte das Westbad von Beginn an über eine (westlich des Lehrschwimmbeckens befindliche) Saunaanlage, während eine solche im Südbad erst Anfang der 2000er-Jahre im ehemaligen Männerumkleidebereich im Obergeschoss eingerichtet wurde.
Das heutige Hallenbad wurde in den Jahren 1996 bis 1999 östlich des ersten Hallenbads errichtet. Dort befand sich bis dahin der (separate) Eingangsbereich des Freibads. Nach Fertigstellung und Eröffnung der neuen, als Freizeitbad konzipierten Anlage, wurde das bisherige Hallenbad abgebrochen.
Das heutige Hallenbad bietet ein Erlebnisbecken mit Strömungskanal, ein 25-m-Sportbecken mit zwei Schwimmerbahnen, eine Wasserrutsche, zwei Whirlpools und ein Planschbecken. Ein Salzwasser-Außenwarmbecken mit Sprudelliegen, Massagedüsen und Nackenduschen, eine Saunalandschaft mit Tauchbecken innen (ca. 15 °C), eine Saunainsel und ein Dampfbad ergänzen das Angebot. Massagen sind ebenfalls möglich. Auch ein SB-Restaurant für Besucher und Badegäste sowie eine Badeboutique sind vorhanden.

## Freibad

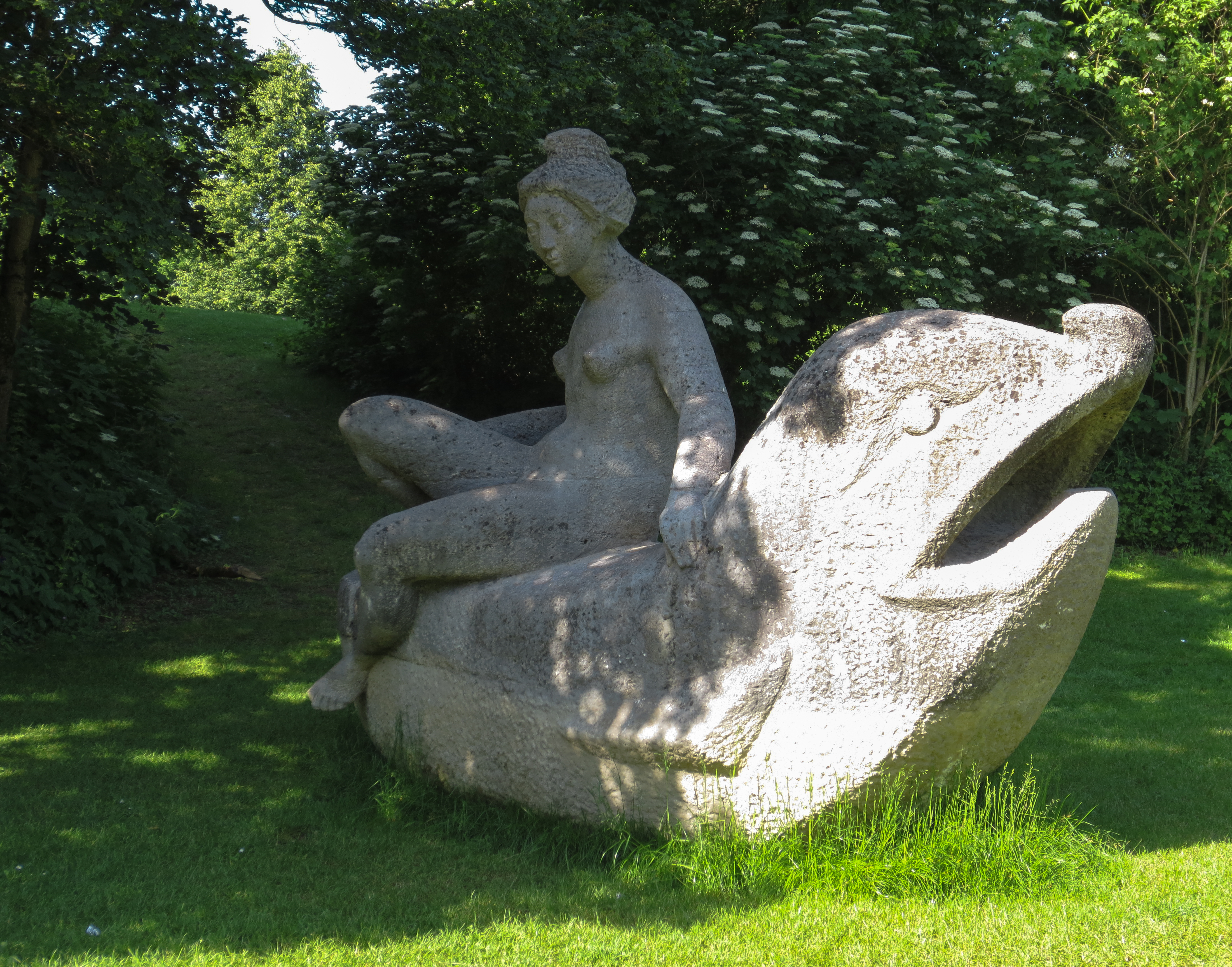
Skulptur Mädchen auf Delphin von Marlene Neubauer-Woerner im Westbad

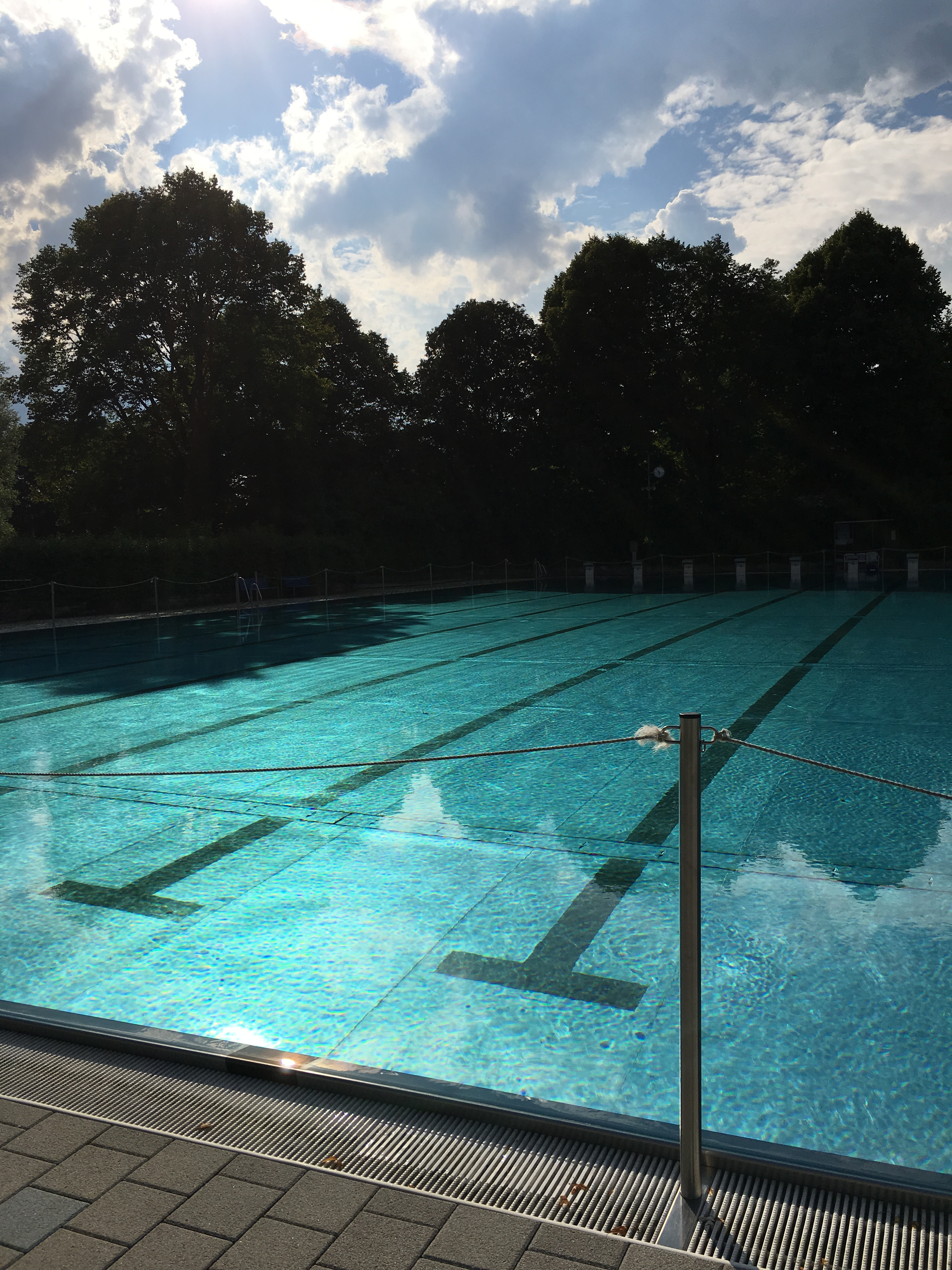
Das 50-m-Schwimmerbecken im Jahr 2016, kurz vor der abendlichen Schließung ohne Besucher

Im Freibad (Sommerbad) befinden sich ein 50-m-Becken mit einer Schwimmerbahn, ein Nichtschwimmerbecken, ein Erlebnisbecken mit Attraktionen, eine 64-m-Wasserrutsche, Sprunganlagen 1 und 3 Meter, ein Planschbecken, ein Spiel- und Wasserbereich für Kinder sowie ein gemischter und ein Damen-FKK-Bereich. Eine Liegewiese mit Baumbestand ist ebenfalls vorhanden.
Im Hitzejahr 2003 lag das Westbad mit 184.090 Gästen in der Sommersaison auf Platz 3 von München nach Dantebad mit 208.794 und Michaelibad mit 208.442 Badegästen.
Die 1974 enthüllte Skulptur Mädchen auf Delphin aus Kirchheimer Muschelkalk gehört zu den Hauptwerken der Bildhauerin Marlene Neubauer-Woerner.

## Auszeichnungen
- 2003: IOC/IAKS Award, Goldmedaille[6]